# Divino Ferreira de Souza
Divino Ferreira de Souza (Caldas Novas - Goiás, 12 de setembro de 1942 – Pará, 1973) foi um agricultor, comerciante e militante do Partido Comunista do Brasil (PCdoB) durante a ditadura militar brasileira, momento no qual atuava como guerrilheiro. Participou da luta armada contra a ditadura militar, instaurada entre 1964 e 1985, sendo um dos integrantes da Guerrilha do Araguaia. Ferreira de Souza usava o codinome 'Nunes' para ser identificado nas guerrilhas.
Divino desapareceu na região de São Domingos do Araguaia, no Pará, entre os dias 13 de outubro e 14 de outubro de 1973. Ele faz parte da lista de desaparecidos durante a ditadura militar (1964-1985) e seu caso é investigado pela Comissão Nacional da Verdade (CNV), um colegiado organizado pelo Governo Brasileiro para apurar mortes e desaparecimentos ocorridos durante o período.

## Biografia
Divino Ferreira de Souza nasceu em 12 de setembro de 1942 em Caldas Novas. Era filho de José Ferreira de Souza e de Maria Gomes dos Santos. Divino foi registrado no município goiano de Mossâmedes. Ele foi um dos guerrilheiros que desapareceram no Araguaia durante o regime militar.
Em 1969, a Justiça Militar denunciou 29 pessoas que faziam parte da reorganização do PCdoB no eixo Brasília-Goiânia.

## Guerrilha do Araguaia
A Guerrilha do Araguaia ocupava as margens do rio homônimo, que abrange os estados do Pará, Maranhão e Goiás, cuja maior parte localiza-se mais especificamente no estado paraense. A guerrilha era organizada por militantes do Partido Comunista do Brasil (PCdoB), criada com o objetivo de ser uma região de resistência, orientada e financiada por países comunistas, em especial Cuba, que colocava no poder o líder revolucionário Fidel Castro, após a recém realizada Revolução Cubana. Este movimento guerrilheiro existente na região amazônica é considerado a maior tentativa do partido de instaurar um movimento comunista rural no País. A região foi ocupada por militantes que chegaram aos poucos. Os primeiros membros se instalaram no Araguaia no ano de 1967, após um treinamento tático na China, quando o PCdo B enviou Divino, João Carlos Haas Sobrinho, Paulo Mendes Rodrigues, André Grabois, Miguel Pereira dos Santos, Micheas Gomes de Almeida e Nelson Piauhy Dourado. Compraram lotes de terra e montaram comércios nas vilas ao redor de Xambioá (na época GO; atual TO) e Marabá (PA).

## A guerrilha é descoberta
Em abril de 1972, o Exército Brasileiro começa a adentrar na região, nos municípios de Xambioá e Marabá. Após este período, as tropas iniciaram seu combate aos guerrilheiros do Araguaia na maior mobilização de tropas brasileiras desde a Segunda Guerra Mundial. O PCdoB estimava que com mais vinte e quatro meses de treinamento poderia finalmente iniciar uma revolta armada rural. Os soldados possuíam recursos, mas não conheciam a região amazônica. A Operação Papagaio, como ficou conhecida, contou com 3.200 homens, helicópteros e até napalm (arma incendiária), mas não foi o suficiente, já que o grupo sofreu mais baixas que os guerrilheiros e recuaram em outubro de 1972. Naquela época, Divino (Nunes) e Micheas (Zezinho) eram os mais experientes guerrilheiros do PCdoB no Araguaia, realizando as missões mais complexas ( e perigosas (como entrar e sair do Araguaia sem ser descoberto pelo exército).
Em abril de 1973, o Exército Brasileiro realizou uma segunda intervenção (Operação Sucuri), com menos agentes e na mata do Araguaia. Os grupos formados eram pequenos, armados e bem informados, visto que torturavam guerrilheiros interceptados objetivando conseguir informações. Receberam a ordem de não deixar nenhum guerrilheiro vivo.
Em outubro de 1974, Walkiria Afonso Costa, a última militante encontrada, foi capturada e morta. Fontes estimam que foram mortos 20 militares, 67 guerrilheiros e 31 camponeses. Alguns apontam que dos 69 militantes do PCdoB que estavam na região, 59 morreram em conflito, além de parte da população ribeirinha local também foi dizimado, além das baixas nas Forças Armadas.
Atualmente, as Forças Armadas ainda negam os ataques, mas na região há ossadas encontradas, além de documentos e depoimentos de militares que colaboraram com o extermínio do grupo de guerrilha.

## Desaparecimento e morte
A morte de Divino, segundo o Relatório Arroyo, teria acontecido em 13 de outubro de 1973, ao lado de outros guerrilheiros. No mesmo dia, Antônio Alfredo de Lima e André Grabois (Zé Carlos) apanharam porcos para a alimentação na antiga roça de Alfredo, chegando ao local no meio da manhã. Após o abate dos porcos, próximo às 12h, Zé Carlos, Nunes (Divino Ferreira de Souza), Alfredo, Zebão (João Gualberto Calatrone) e João (Dermeval da Silva Pereira) preparavam-se para sair, quando ouviram um barulho. Logo na sequência, apareceram soldados do Exército apontando armas e atirando sobre os guerrilheiros.
João Gualberto Calatrone escapou, mas os outros foram mortos. O Diário de Maurício Grabois também faz referência às circunstâncias da morte de Nunes, onde narra o mesmo episódio. De acordo com Maurício, o grupo cometeu uma série de deslizes, como: matar os porcos a tiros, acender o fogo e permanecer por tempo demasiado no local. Estes atos captaram a atenção dos militares que circulavam na região. Após serem surpreendido, o grupo foi metralhado, escapando apenas Calatrone.
Seu nome apareceu pela primeira vez no livro Desaparecidos Políticos, de Reinaldo Cabral e Ronaldo Lapa (1979), onde o desaparecimento do militante Nunes é estimado em 14 de outubro de 1973.

Os camponeses Manoel Leal de Lima (Vanu) e Antônio Félix da Silva, em declarações concedidas ao Ministério Público Federal, em 2001, e citadas pelo livro “Dossiê Ditadura”, afirmaram que Divino sobreviveu aos primeiros tiroteios, sendo detido pelos militares ainda com vida, mas recebeu injeções anestésicas para suportar os interrogatórios militares. Os mesmos depoimentos apontaram que Divino teria sido executado na Casa Azul, em Marabá. O coronel Lício Augusto Maciel afirmou, ao jornalista Luiz Maklouf, que Divino sobreviveu ao tiroteio, apesar de muito ferido, e recebeu injeções de morfina ao longo da noite. Lício Augusto Maciel disse: 
| “ | Os únicos que se salvaram foram o João Araguaia, que fugiu, e o Nunes, que ficou muito ferido. Eles ficaram lá a noite inteira. Eu via lá os caras, mas eu não sou médico, nem enfermeiro, não estava nem aí pra esse troço. Mas os caras da minha equipe iam lá, davam morfina, injeção, os primeiros socorros que a gente levava […] Passaram a noite dando morfina pros caras. Acabaram com o estoque. Mas três morreram. No dia seguinte estava todo mundo esticado lá. Nós botamos em cima de muares, arranjados pelos dois guias, e levamos. […] Esses corpos eu entreguei pro PIC, o PIC identificou e daí a três ou quatro dias chegou a informação. Era o grupo mais importante de toda a guerrilha. | ” |

Em 1993, o Relatório do Ministério da Marinha, encaminhado ao Ministro da Justiça Maurício Corrêa, afirmou que Divino teria morrido em 14 de dezembro de 1973, cerca de dois meses após o confronto que resultou em sua prisão. As datas podem ser resultado tanto de uma imprecisão, quanto de um indício de que o guerrilheiro teria ficado sob custódia do Exército por um tempo, sendo executado após disso. Os múltiplos relatos convergem para a primeira hipótese, na qual Divino teria sido executado no dia seguinte à sua prisão, portanto, no mês de outubro. Em depoimento à Comissão Nacional da Verdade (CNV), João Alves de Souza, segundo tenente da Polícia Militar de Goiás, afirma que Divino permaneceu sob custódia dos militares comandados por Lício Augusto Ribeiro Maciel, sendo assassinado depois.

## Comissão Nacional da Verdade
Segundo a Comissão Nacional da Verdade, Divino Ferreira de Souza é considerado um desaparecido político, já que os seus restos mortais não foram entregues aos seus familiares, impedindo o seu sepultamento até a atualidade. Desta forma, há a recomendação de que as investigações sobre as circunstâncias e detalhes do caso de Divino Ferreira de Souza, bem como a localização de seus restos mortais, retificação da certidão de óbito, identificação e responsabilização dos demais agentes envolvidos no caso continue, conforme prega a sentença da Corte Interamericana de Direitos Humanos, que obriga o Estado brasileiro “a investigar os fatos, julgar e, se for o caso, punir os responsáveis e de determinar o paradeiro das vítimas”.

## Desdobramentos
Em julho de 2012, o tenente-coronel Lício Augusto Ribeiro Maciel foi denunciado pelo Ministério Público Federal (MPF) pelo sequestro de Divino Ferreira de Souza.
Em 30 de maio de 2019, a Comissão Especial de Mortos e Desaparecidos Políticos (CEMDP) reconheceu oficialmente a causa da morte de Divino Ferreira de Souza, assim como a de outros desaparecidos políticos, como Elson Costa, João Massena Melo e Sérgio Landulfo Furtado. Na capital federal, Brasília, a CEMDP entregou as certidões de óbito retificadas às famílias. No mesmo evento, familiares receberam pedidos de desculpas das autoridades presentes no evento. Consta que as mortes aconteceram de maneira "não natural, violenta, perpetrada pelo Estado brasileiro no âmbito de perseguição sistemática a opositores políticos". A Procuradora Regional da República e Presidente da Comissão Especial de Mortos e Desaparecidos Políticos na época do evento, Eugênia Augusta Gonzaga, afirmou que a medida da CEMDP não substitui o reconhecimento por outros órgãos, como a Comissão Nacional da Verdade, outros órgãos de governo e a Corte Interamericana de Direitos Humanos.

## Homenagens
No Jardim Guanhembu, bairro paulistano localizado no distrito de Cidade Dutra, na Zona Sul da cidade, há uma rua que porta seu nome. Em Campinas, cidade localizada no interior paulista, também há uma via que carrega o nome do goiano.